# 람포레키오
람포레키오(이탈리아어: Lamporecchio)는 이탈리아 토스카나주 피스토이아도에 있는 코무네다. 피렌체에서 서쪽으로 30km, 피스토이아에서 남쪽 13km 거리에 있다.
람포레키오는 시인 프란체스코 베르니가 태어난 곳이다. 토스카나 지역의 가장 중요했던 귀족 가문 중 하나인 로스필리오시 가문이 이곳에서 발생했으며, 이후 교황 클레멘스 9세와 연결하며 피스토이아와 로마로 그 자리를 옮긴다. 또한 아니스 향이나는 얇은 웨이퍼인 브리지디니(brigidini)가 만들어진 곳이기도 하다.